# سیمبلین

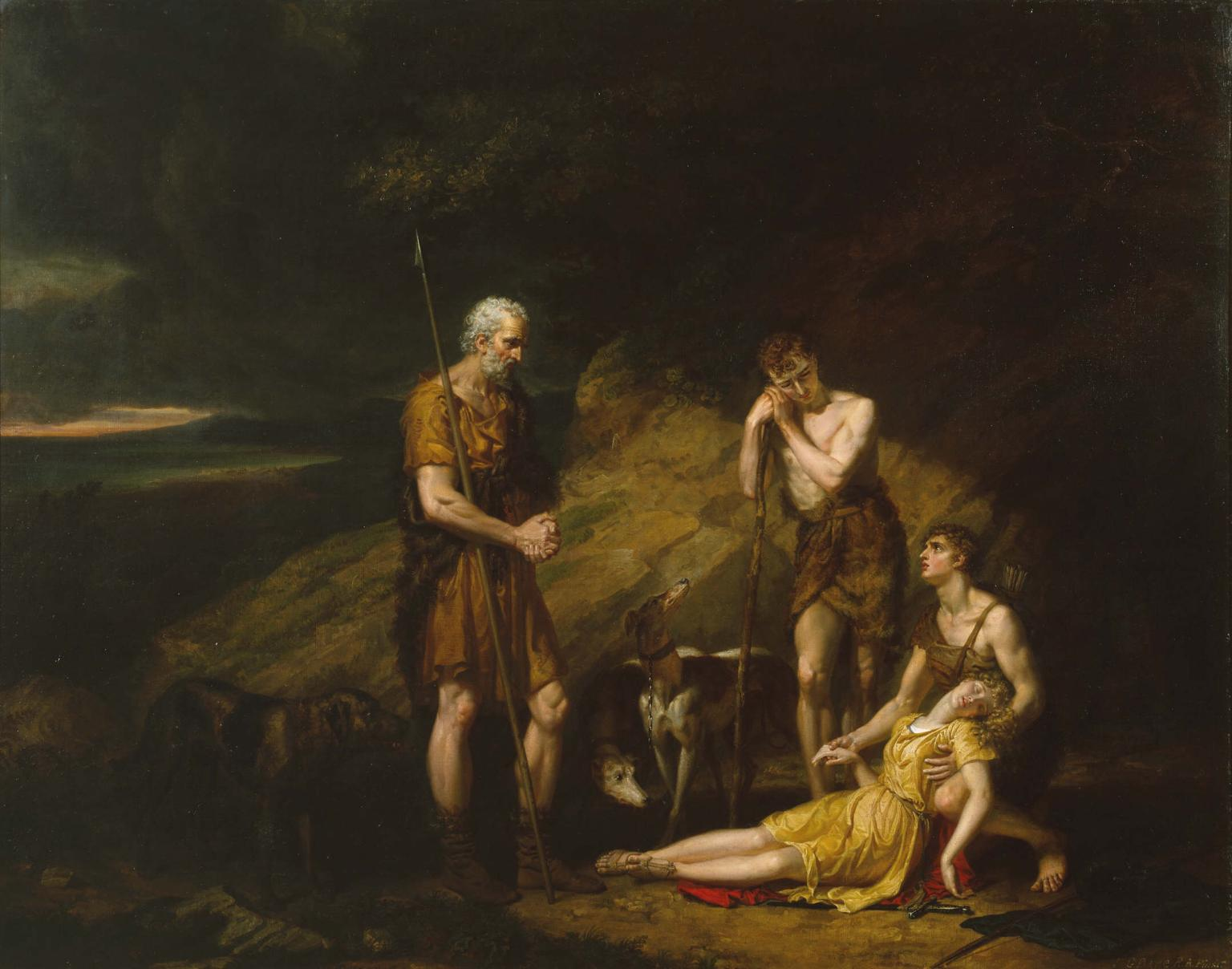
پیدا شدن ایموجین در غار بلاریوس؛ اثر جورج داو (۱۸۰۹)

سیمبلین (Cymbeline) نمایشنامه‌ای کمدی اثر ویلیام شکسپیر است که در حدود سال‌های ۱۶۱۰-۱۶۰۹ نوشته شده‌است. درون مایه سیمبلین بی‌گناهی و حسادت است.

## ماخذ نمایشنامه
این نمایشنامه اقتباس آزادی از تاریخ‌نامه مورخ انگلیسی هالینشد است که در دوران شکسپیر زندگی می‌کرده‌است. موضوع احساسی، شرط بندی بین پوستهیموس، ایموژن و ایاکیمو، موضوعی عامیانه است که این نیز مستقیم یا غیرمستقیم از داستان برنابو اهل جنووا از کلیات دکامرون بوکاچیو برگرفته شده‌است. شاهزاده‌های ربوده شده، نامادری ظالم، و همسری که به اشتباه مورد اتهام قرار گرفته موضوعاتی است که در ادبیات اروپا در دوران شکسپیر متداول بوده‌است. یکی از موارد مشابه داستان سفیدبرفی در ادبیات آلمان است.

## شخصیت‌های نمایش

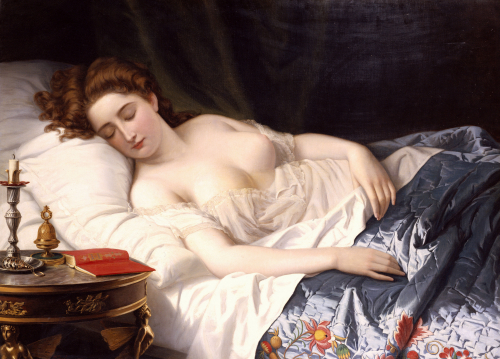
ایموجین درحال خواب در نمایشنامه سیمبلین اثر شکسپیر

این نمایشنامه در پنج پرده تدوین شده و دارای پانزده شخصیت و تعدادی سیاهی لشکر است. شخصیت‌های اصلی عبارت اند از:
- سیمبلین: پادشاه سالمند انگلستان، که دوران شاهی خود را زیر سلطه ملکه شرورش بوده‌است.
- ملکه سیمبلین: ملکه شروری که ساعت به ساعت نقشه می‌ریزد.
- ایموجین: دختر سیمبلین؛ همسر ظریف و پایدار پستهیموس لئوناتس.
- پستهیموس لئوناتس: شوهر ایموجین؛ مردی ندار ولی باارزش، بزرگ شده دربار. «مثل آب در هرچه می‌ریختند همان شکل و همان رنگ را می‌گرفت.»
- کلاتن: پسر ملکه سیمبلین از شوهر اولش. ابلهی خودخواه؛ بدترین فحش‌ها به او اهانت به فحش است.
- گیدریوس و آرویگاروس: پسران سیمبلین از همسر اول رومی اش که مرده‌است.
- بلاریوس: نجیب زاده‌ای انگلیسی که با نام مستعار مرگان به کشور بازگشته‌است.
- ایاچیمو: مردک حسود؛ شروری حیله گر، موجودی ناقابل از ایتالیا.
- فیلاریو
- کایوس لوچیوس
- پسانیو
- کورنلیوس
- هلن
- یک فالگیر
- لردها، حاکمان، نوازنده‌ها، افسران، سربازان، زندانبانان و قاصدان.

## محل وقوع حوادث نمایشنامه
انگلستان و روم.

## خلاصه نمایشنامه
سیمبلین، پادشاه انگلستان، از اینکه دخترش ایموجین با پستهیموس، نجیب زاده جوان و نسبتاً خوب و پسر یکی از نجیب زادگان دربار، مخفیانه ازدواج کرده سخت عصبانی است. او سال‌ها در نظر داشته که ایموجین با کلاتن، ناپسری شاه و فرزند ملکه کنونی از شوهر پیشین خود ازدواج کند. شاه به این دلیل و از روی عصبانیت داماد ناخواسته خود را از دربار طرد می‌کند، بی آنکه به دخترش اجازه خروج از کاخ را بدهد. پستهیموس به روم تبعید می‌شود و در آنجا در خانه فیلاریو، یکی از نجبای بزرگ این امپراتوری، با ایاچیموی مکار آشنا می‌شود؛ ایتالیایی‌ای که در خونش حسادت و تحقیری خصم آلود با هرچه زن در دنیاست موج می‌زند. پس از مدتی ایاچیمو در میان بازی‌ها و کارها و حرف‌های عجیب و غریب خود با پستهیموس در ازای دوهزار داکت طلا شرطی می‌بندد: اینکه می‌تواند همسر انگلیسی او را، که بهترین، نجیب‌ترین و وسوسه ناپذیرترین زنان دنیاست اغوا کند...